# كونتشيتا كامبل
كونتشيتا كامبل هي ممثلة كندية، ولدت في 25 أكتوبر 1995 بفانكوفر في كندا.

## أعمال

### أفلام
- (2006) فيلم مخيف 4

### مسلسلات
- ذا 4400
- نزل بيتس[5]

## وصلات خارجية
- كونتشيتا كامبل على موقع IMDb (الإنجليزية)
- كونتشيتا كامبل على موقع ألو سيني (الفرنسية)
- كونتشيتا كامبل على موقع أول موفي (الإنجليزية)
- كونتشيتا كامبل على موقع قاعدة بيانات الفيلم (الإنجليزية)
- كونتشيتا كامبل على موقع كينوبويسك (الروسية)